# Escalofrío (pel·lícula de 1978)
Escalofrío és un llargmetratge espanyol del gènere terrorífic, estrenat el 14 d'agost de 1978; se situa en la línia de les pel·lícules de la dècada de 1970 relacionades amb la figura del diable, possessions diabòliques i sectes satàniques: L'exorcista (1973), L'anticristo (1974), El espiritista (1977), Exorcismo (1975), Más allá del exorcismo (1975), La profecia (1976) o La maledicció de Damien (1978).
Amb el també realitzador Joan Piquer i Simón com a productor i Carlos Puerto a càrrec de la direcció, l'argument barreja satanisme, parapsicologia i considerables dosis de sexe.
Va comptar amb un cameo del productor Joan Piquer i Simón i un pròleg a càrrec del Dr. Fernando Jiménez del Oso.

## Argument
Andrés i Ana, una parella urbanita que viu a Madrid, deixa el seu apartament per a passar un dia de plaer a la ciutat al costat del seu gos. Acaben acceptant la invitació de dos desconeguts, Bruno i Berta, per a anar a menjar a la seva casa de camp. Una tempesta els sorprèn i han de quedar-se a passar la nit junts. Les dues parelles inicien una sessió amb una taula de ouija. Sorgeixen situacions passades conflictives, com l' affair que Ana va mantenir amb el germà d'Andrés o un intent de suïcidi de Bruno, que rep les crítiques de Berta. Aquest serà el començament dels horrors que se succeiran a la casa encantada.

## Director
Escalofrío va suposar el debut en la realització de Carlos Puerto; aquest va comptar amb l'assistència (sense acreditar) d'un expert en el cinema fantàstic com Juan Piquer Simón, responsable també de la producció executiva i de la direcció artística de la pel·lícula. Port va ser col·laborador així mateix d'un altre assidu del fantàstic com Paul Naschy, protagonista d'una altra de les seves pel·lícules: El francotirador. Puerto va realitzar un total de cinc pel·lícules i va escriure els guions d'algunes altres. El 23 de gener de 2010, Puerto acudiria a una projecció especial de la pel·lícula, realitzada al Centre Garcilaso de Barcelona.

## Repartiment
- Ángel Aranda... Bruno
- Sandra Alberti... Berta
- Mariana Karr	... Ana
- José María Guillén... Andrés
- Manuel Pereiro
- Luis Barboo... Guardià de la porta
- José Pagán
- Isidro Luengo
- Ascensión Moreno
- Carlos Castellano
- Fernando Jiménez del Oso... Elll mateix (al pròleg, no acreditat)[5]

- En la versió internacional, els quatre personatges principals van tenir els noms d'Andy, Thelma, Bruno i Anne.[6]

## Titulacions
El títol internacional en anglès va ser Satan's Blood; als Estats Units i el Regne Unit ha estat distribuïda en vídeo com a Don't Panic.

## Classificació
A Espanya va rebre una classificació "S" en el moment de la seva estrena.

## Valoracions
A data de març de 2012, els usuaris de IMDb li atorgaven una valoració de 6.0 sobre 10.